# Semana Santa en Andorra (Teruel)
La Semana Santa de Andorra es una celebración religiosa y de folclore declarada de Interés Turístico Internacional, formando parte de la denominada Ruta del tambor y el bombo del Bajo Aragón turolense junto a las localidades de Albalate del Arzobispo, Alcañiz, Alcorisa, Calanda, Híjar, La Puebla de Híjar, Samper de Calanda y Urrea de Gaen. 
Desde 2018 es considerada como Patrimonio Inmaterial de la Humanidad por parte de la UNESCO
   

La Semana Santa andorrana se caracteriza por sus procesiones, con un gran número de cofradías y sus correspondientes imágenes procesionales, el acto de Romper la Hora (Noche de Jueves al Viernes Santo) y la conocida como "Procesión de las Antorchas". 

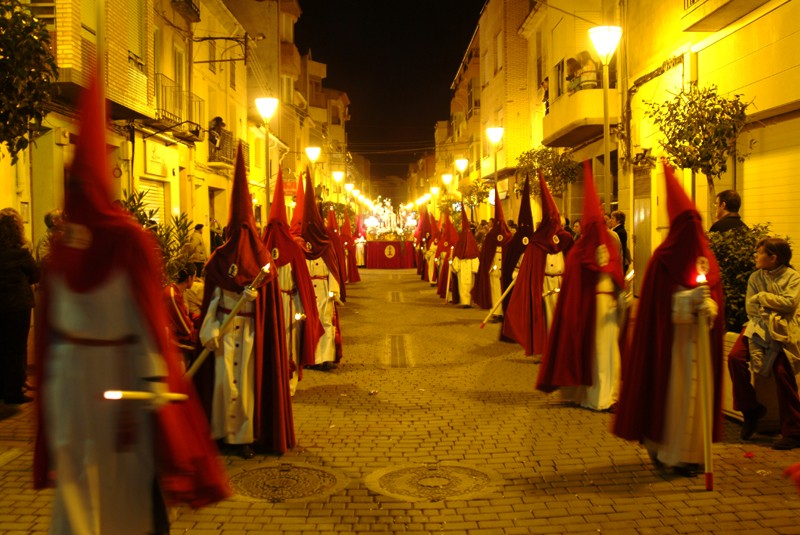
Procesión en Andorra (Teruel).

## Historia
La historia de la Semana Santa andorrana es posible dividirla en varios episodios históricos los cuales se enmarcan desde la Edad Media hasta la actualidad. 

### Primer Momento Histórico: Edad Media.
La aparición de las primeras cofradías religiosas imprimen carácter a la configuración de la celebración religiosa de la Semana Santa, la cual consistía en la celebración, más sencilla que la actual, de la Muerte y la Resurrección de Jesucristo. 

### Segundo Momento Histórico: Desde 1705 a 1936.
Aunque los datos más antiguos de la Semana Santa andorrana provienen del 1705, con la llegada al Bajo Aragón de la Orden Tercera de San Francisco, se revoluciona la forma de la Semana Santa en la población. La Orden comenzó dotar a la festividad de un carácter diferente en las localidades cercanas de Híjar, Alcañiz y Calanda, donde se comienza a usar la percusión como acompañamiento a los desfiles procesionales. 

Este hecho no se reflejó en Andorra, donde se comienzan a fundar diversas cofradías religiosas, aunque ya existían varias cofradías desde mediados del siglo XVII, conociendose también la realización de al menos dos procesiones desde entonces; La del amanecer del Domingo de Pascua de Resurrección y la del Vía Crucis al monte Calvario de Andorra, que se realizaba hasta la actual ermita de San Macario.

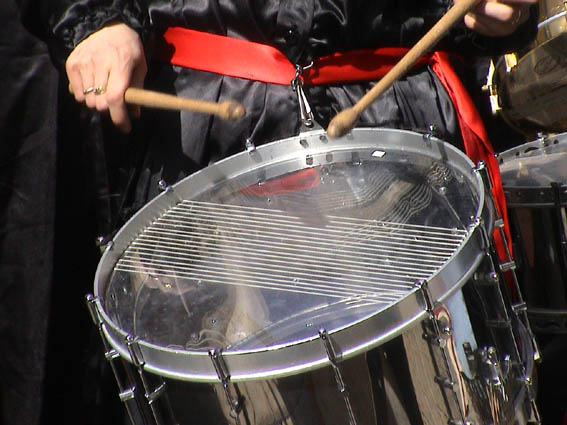
Tambor en la Semana Santa.

Las imágenes procesionales de esta época son sencillas, basadas en la construcción de un armazón de madera y con un rostro en su cúspide. Dicho armazón se cubría con ropajes y se configuraba la figura procesional. Otras figuras eran talladas en madera por diversos escultores locales.  
De este tipo de imaginería más primitiva se conservan solamente tres figuras: el primitivo paso de la Cofradía de la Oración del Huerto, El Ecce Hommo (Pilatos) y la primitiva imagen de "La Verónica". 
Una de las tradiciones perdidas de esta etapa histórica es el llamado "Despertar de los Santos", que consistía en la llamada realizada por los jóvenes del pueblo a los distintos pasos procesionales que se guardaban en los domicilios particulares, usando para ello matracas y carracas, instrumentos de percusión típicos de la Semana Santa.

### Tercer Momento Histórico: Desde 1936 a 1969.

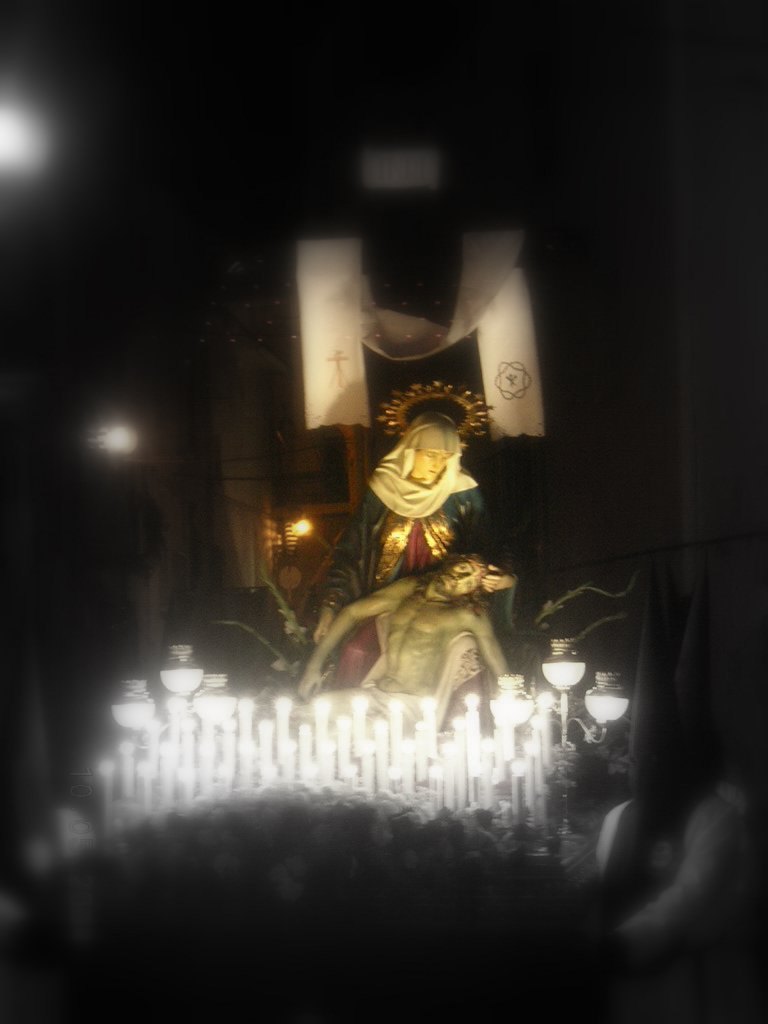
Cofradía del Descendimiento y Piedad de Nuestra Señora, creada en 1958.

Es el momento que configura la actual Semana Santa Andorrana. Este periodo comienza con el estallido de la Guerra Civil, que sitúa a Andorra en zona Republicana y en una de las zonas más activas, al vivir la zona del Bajo Aragón el fenómeno de la Revolución Española con la colectivización de la propiedad. 
Durante el periodo de guerra, la Semana Santa es vista como un fenómeno evidentemente religioso más que cultural, lo que conllevará a que diversos grupos sociales alienten la destrucción de gran parte de las imágenes procesionales, salvo tres que se conservarán al ser resguardadas por vecinos de la localidad: La Oración del Huerto, El Ecce Hommo (Pilatos) y "La Verónica". Esta última fue salvada de la quema por ser escondida en las faldas de un monte del municipio. Las imágenes que eran guardadas en la Iglesia de Nuestra Señora de la Natividad fueron también destruidas cuando se destruyó el interior del templo. 
Tras la Guerra Civil, el fenómeno religioso cobra nuevas fuerzas, auspiciadas por el nuevo régimen social establecido, lo que imprimirá nuevos caracteres a la Semana Santa de Andorra. En 1939 se adquiere el primer paso trase la Guerra Civil: El Nazareno. Alguna cofradía reutilizará el viejo sistema de imágenes, de armazón y vestidura, que poco a poco se irán sustituyendo por nuevas imágenes esculpidas hasta la última compra de imágenes de 1969. 
Durante este periodo se vive un nuevo fenómeno de creación de Cofradías: Entrada de Jesús en Jerusalén (1957), Descendimiento y Piedad de Nuestra Señora (1958) y Santo Entierro (1940)
En 1940, de la mano del nuevo párroco de la localidad, procedente de Híjar, se configura un hecho fundamental en la actual Semana Santa de Andorra, cuando se impulsa el fenómeno de la percusión mediante Tambor y del Bombo, el cual con el paso de los años se consolidará siendo uno de los principales fenómenos de la Semana Santa de Andorra.

### Cuarto Momento Histórico: Desde 1969 a la Actualidad.
Desde 1969, las circunstancias de la Semana Santa de Andorra, se han visto envueltas por hechos internos y externos: 
- Internos: En la década de los 90 se produce un fenómeno de renovación tímida de las cofradías con la incorporaciones de nuevos elementos estéticos (Estandartes, tambores y faroles). Se crea la Junta Local de Semana Santa, que integra a las distintas cofradías de Andorra e instituciones públicas. Al aire de nuevos aires de recuperación histórica en los años 2000 se crean dos nuevas cofradías: Jesús Sentenciado a Muerte (antiguo Ecce Hommo) en 2005 y Jesús Resucitado en 2009. Además las formaciones de la Guardia Romana (Penitentes) tienen fuerte impulso popular lo que hace incrementar el número de participantes.

- Externos: En la década de los 80, se crea junto a municipios vecinos, la Ruta del tambor y el bombo, la cual velará por los intereses comunes a todas las localidades para potenciar el turismo de la Semana Santa. Se celebran en las Jornadas de Exaltación Nacional del Tambor y del Bombo en Andorra en los años 1998 y 2009, lo que abre la Semana Santa de Andorra a otras forma de ver la Semana Santa por la geografía española. El Gobierno de Aragón declaró la fiesta como de interés turístico regional y en 2005 el Gobierno de España declara la fiesta como de interés turístico nacional y, en el año 2014, es declarada como Fiesta de Interés Turístico Internacional junto al resto de municipios de la Ruta del Tambor y del Bombo.

## Estilo

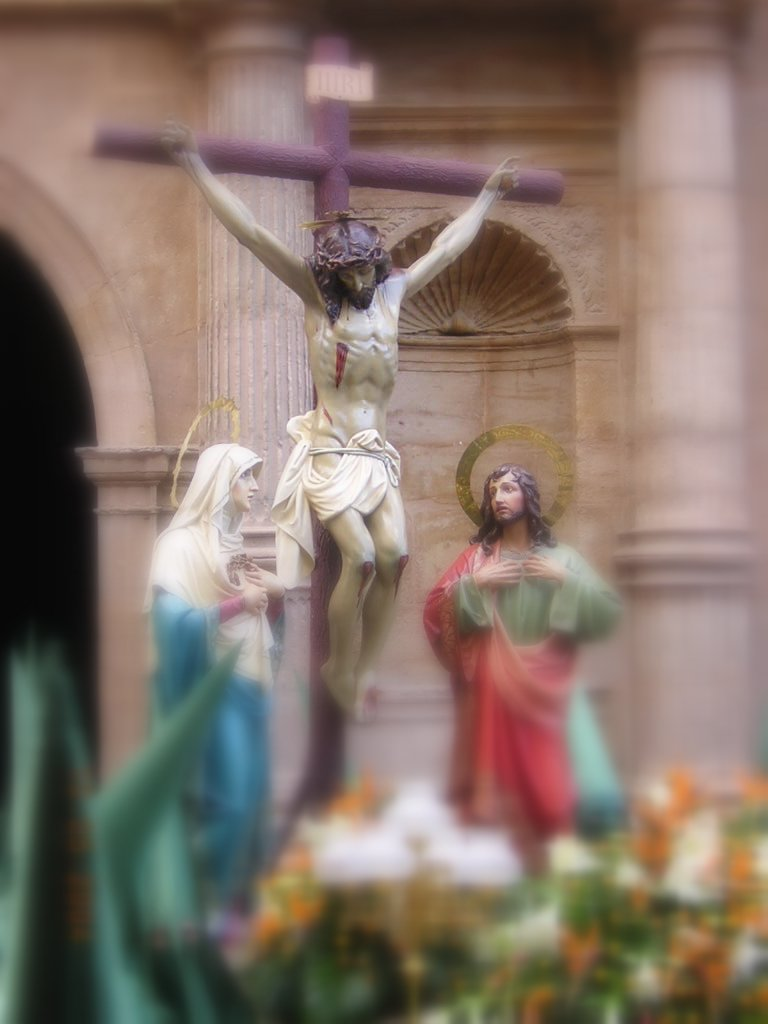
Cofradía de San Juan.

Los estilos de vestuario y configuración en las cofradías de la Semana Santa son muy semejantes. En forma lo relativo a la vestimenta, casi todas las cofradías usan capirote y túnica, habiéndose perdido el uso del tercerol entre las cofradías procesionales. Sin embargo, la Cofradía del Cristo de los Tambores, usa tercerol como complemento de la vestimenta y no como cubrimiento de cabello o rostro. La nueva Cofradía de Jesús Resucitado no usa capirote, mostrando el rostro. 
La mayor parte de los pasos procesionales se portan sobre ruedas, salvo la figura del Cristo de los Tambores la cual es llevada a hombros de 3 cofrades.
Las Cofradías no poseen desfiles propios sino que forman parte de un conjunto donde es posible ver la evolución y esquema de la Pasión de Cristo. Solamente las Cofradías de Cofradía de la Entrada de Jesús en Jerusalén (Andorra), Cofradía de la Virgen de los Dolores (Andorra), Cofradía de Jesús Resucitado (Andorra) y Cofradía del Cristo de los Tambores y Bombos (Andorra) tienen procesiones en las que participan en solitario. 
Solamente dos cofradías usan la percusión del Tambor y Bombo como acompañamiento: El Cristo de los Tambores y la Guardia Romana. Con excepción de la Guardia Romana, no se permite el uso del Tambor y del Bombo libremente hasta que no se haya producido el acto de Romper la Hora del Jueves Santo y termina con el cese de toques al término de la procesión del Sábado Santo. La cofradía de Jesus Sentenciado a Muerte ha recuperado el uso de las carracas y matracas durante sus desfiles procesionales. 
Cómo distintivo de la Semana Santa de Andorra respecto de las demás localidades de la Ruta del Tambor y del Bombo, la Cofradía del Cristo de los Tambores usa túnica negra con un fajín rojo y tercerol sobre el hombro. 
Dado que Andorra es la segunda localidad con mayor población de la Ruta del Tambor y del Bombo y debido a que la localidad Alcañiz no realiza el acto de Romper la Hora, éste acto es el más multitudinario de la Ruta del tambor y el bombo por el gran número de participantes tocando el Tambor y el Bombo.

## Peculiaridades
- La Guardia Romana o Penitentes hace su inicio procesional dando un Cruce al paso procesional de la Cofradía del Nazareno para posteriormente acompañarle. Al finalizar la procesión, la Guardia Romana toca la Marcha Real mientras la Cofradía del Nazareno entra a la Iglesia de la localidad.

- Los Penitentes marchan tras el cierre de la procesión a un acelerado ritmo hacía su zona de reunión y para cambiarse de vestimenta.

- La Guardia Romana es tan numerosa que se han introducido Arqueros para poder ampliar la capacidad de la misma.

- Es costumbre, algo intermitente, que entre alguna Cofradía existan personas ataviadas con trajes de oficios típicos de las familias de las distintas Cofradías.

- Solamente la Cofradía del Descendimiento de la Cruz y la Piedad de Nuestra Señora (Andorra) utiliza pebeteros para la quema de incienso durante las procesiones.

- La Cofradía del Cristo de los Tambores y Bombos (Andorra) recibe a las demás Cofradías con el toque de "Las imágenes" cuando llegan a la Plaza de la Iglesia, a excepción de la Procesión del Santo Entierro donde se guarda silencio.

- En las faldas de los pasos procesionales se suele poner un lazo de color negro (blanco si el faldón es negro) si ha habido algún fallecimiento dentro de los miembros de la Cofradía durante el año.

- Era costumbre, algo perdida, la comunicación entre pueblos donde ciertas pandillas acudían a Romper la Hora a los diferentes municipios con esta celebración.

- El Acto de Romper la Hora se anuncia mediante corneta desde uno de los balcones más céntricos de la Plaza del Regallo.

- El Acto de Romper la Hora se realizaba antiguamente en la Plaza de la Iglesia. Debido al poco espacio y a los posibles efectos negativos del ruido sobre el templo, se trasladó a la Plaza del Regallo.

- Existen dos monumentos representativos de la Semana Santa en Andorra. El primero de ellos situado en la Avenida San Jorge, es un mural de cerámica con una imagen típica de la Semana Santa, sin embargo no se corresponde con ninguna imagen procesional de la Semana Santa de Andorra, sino de la localidad de Hijar. En 1998 se erigió el nuevo monumento situado en la Avenida Dos de Mayo, donde se representa un tambor, un capirote, un cristo y una cruz. En las zonas de recorrido procesional se puede observar iluminarias con motivos a la Semana Santa, tales como capirotes y terceroles.

## Museo de la Semana Santa
Fundado en el 2007 para acompañar el Centro Expositivo en el que se muestran los distintos pasos procesionales además de una muestra de los distintos grupos presentes en la semana como los Penitentes, al igual que también se muestra una recreación de la historia de la Rompida de la Hora.

## Programa de Actos

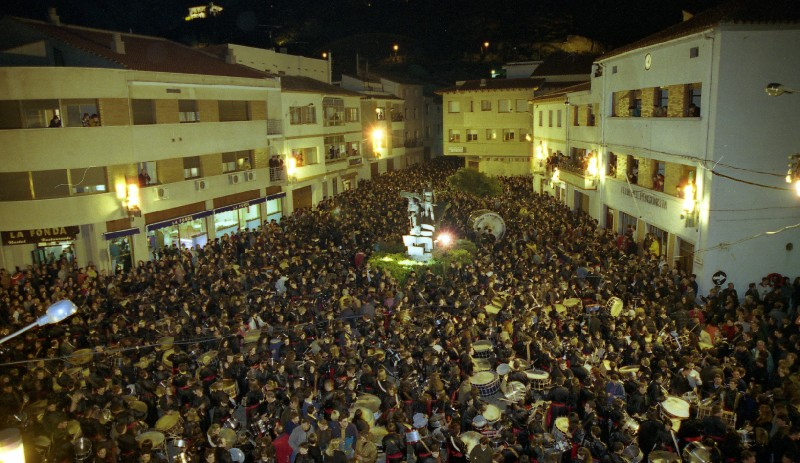
Romper la Hora en la Plaza del Regallo.

El Programa de Actos de la Semana Santa de Andorra es el siguiente: 

### Sábado de Pasión
- 18:00 Desfile de Estandartes desde la Plaza del Regallo a la Iglesia.
- 18:30 Pregón de la Semana Santa en la Iglesia Parroquial
- 20:00 Santa Misa

### Domingo de Ramos
- 11:00 Bendición de Ramos. Procesión “Entrada de Jesús en Jerusalén”. Santa Misa
- 16:00 Vía Crucis. Subida del Cristo de los Tambores y Bombos a San Macario
- 18:30 Exaltación Local de Tambores y Bombos en el Polideportivo

### Martes Santo
- 20:00 Santa Misa.

- 20:30 Procesión del “Encuentro”

### Miércoles Santo
- 19:00 Traslado de Pasos, desde el Museo a la Iglesia Parroquial. Apertura solemne de puertas

- 20:00 Santa Misa

### Jueves Santo
- 18:00 Celebración “Cena del Señor”
- 19:00 a 20:00 Cambio de guardia de los Penitentes
- 20:00 Procesión del “Silencio”
- 23:00 Hora Santa
- 24:00 “Romper la Hora” en la Plaza del Regallo

### Viernes Santo

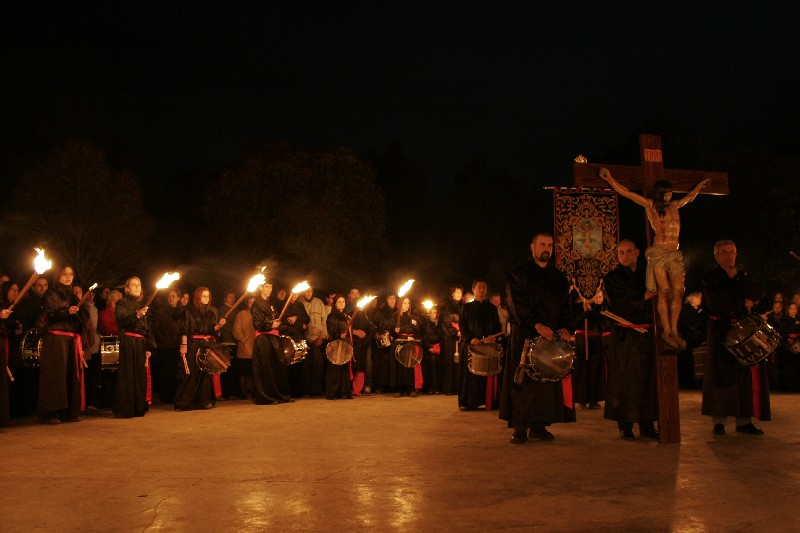
Procesión de las Antorchas en el Monte San Macario.

- 02:00 Procesión a San Macario. Oración del Silencio. Bajada del “Cristo de los Tambores y Bombos”
- 12:00 Concentración de Tambores y Bombos en la Plaza del Regallo
- 16:00 Oficios Solemnes. “Celebración de la Pasión”
- 18:00 Procesión del “Pregón”
- 21:00 Procesión del “Santo Entierro”

### Sábado Santo
- 19:00 Procesión de la “Soledad”
- 20:30 Fin de Redobles en la Plaza de la Iglesia.
- 23:00 Vigilia Pascual

### Domingo de Resurrección
- 11:00 Misa de Pascua.  Procesión de "Jesús Resucitado"

## Cofradías de Andorra (Teruel)
En 2017 había 15 cofradías en Andorra pertenecientes a la Junta Local de Semana Santa:
- Cofradía de la Oración del Huerto, también conocida como la Cofradía del "Angelico" por su imagen procesional, es la cofradía más antigua que se ha mantenido hasta hoy día, apareciendo citada como hermandad ya en el 1770.
- Cofradía de San Juan
- Cofradía de la Verónica, se trata de una cofradía familiar fundada por dos hermanas y sus maridos en el 1870.
- Cofradía de la Entrada de Jesús en Jerusalén, también conocida como "La Burrica" por su imagen procesional, fue fundada en el 1957.[4]
- Cofradía de Nuestro Señor Atado a la Columna, también conocida como "Melero" debido a la fuerte vinculación de los cofrades a la apicultura. Los primeros datos de su existencia son del 1830 y la imagen original era ajena a la Semana Santa, siendo propietarias de la imagen cuatro familias que la usaban para rogatorias, siendo escondida durante la Primera Guerra Carlista aunque sería más tarde destruida durante la Guerra Civil.[5]
- Cofradía de Jesús Sentenciado a Muerte, fundada en el 2004, es de las cofradías más jóvenes.
- Cofradía de Santa María Magdalena, fue fundada antes del 1864 a instancias de un terrateniente andorrano que donó sus terrenos a la Santa a instancias de que los cofrades se encargasen de su cuidado.
- Banda de Penitentes, también conocidos como los romanos, se tiene constancia del cargo de "Longinos" desde mediados del siglo XIX. Participaban en un acto ya desaparecido llamado "La Corona" que consistía en un auto sacramental representado en el interior del templo parroquial donde se escenificaba la Pasión de Cristo.
- Cofradía de Jesús Nazareno, aunque fue fundada en el 1878 tuvo fuertes vinculaciones con la cofradía de la "Sangre de Cristo" que ya aparece documentada en el 1657. Durante la Guerra Civil su imagen se destruyó, comprándose una nueva en el 1939 en Zaragoza, la primera imagen adquirida tras la guerra.[6]
- Cofradía del Descendimiento de la Cruz y la Piedad de Nuestra Señora
- Cofradía de la Virgen de los Dolores
- Cofradía de Manolas
- Cofradía del Santo Entierro
- Cofradía de Jesús Resucitado
- Cofradía del Cristo de los Tambores y Bombos, fundada en el 1978 y en el 1999 convertida en asociación cultural ya que además de tener una escuela en la que se enseñan los distintos toques de tambor es también la encargada de representar a la población en los actos de la Ruta del Tambor y Bombo. Igualmente son ellos quienes colocan el Bombo de grandes dimensiones en la Plaza del Regallo durante el acto de Romper la Hora y la concentración del Viernes Santo[7]

## Procesiones
Todas las Procesiones tienen como punto de origen y final la Iglesia de Nuestra Señora de la Natividad, situada en la Plaza de la Iglesia, recorriéndose el centro de la localidad, modificándose el recorrido de las procesiones en función del número de cofradías participantes y el número de tambores y bombos. 

### Procesión de la Entrada de Jesús en Jerusalén o de los Ramos
Cofradías: 
Participa la Cofradía de la Entrada de Jesús en Jerusalén (Andorra). 
Los ciudadanos y visitantes pueden participar en la misma procesionando antes de la Cofradía mientras se lleve un ramo de olivo o palma típicas. Es costumbre que las personas no pertenecientes a la cofradía y que participan en la misma, vistan de forma elegante. 
Fecha: Domingo de Ramos a las 11 horas.
Recorrido procesional: 
- Plz. Iglesia
- C/ Aragón
- C/ Mosén Francisco
- C/ Escuelas
- Plz. Compromiso de Caspe
- C/ La Fuente
- Avda. Dos de Mayo
- Avda. San Jorge
- C/ Aragón
- Pl. Iglesia

### Procesión del Encuentro
Cofradías: 
- Banda de Penitentes (Andorra)
- Cofradía de Jesús Nazareno (Andorra)
- Cofradía de la Virgen de los Dolores (Andorra)

Fecha: Martes Santo a las 20.30 horas.
A lo largo del Recorrido se realiza un Vía Crucis con el acto del Encuentro en la Plaza de España, frente al Ayuntamiento. 
Recorrido procesional: 
- Plz. Iglesia
- C/ Aragón
- C/ Mosén Francisco
- Plaza de España (Acto del Encuentro)
- C/ Escuelas
- Plz. Compromiso de Caspe
- C/ La Fuente
- Avda. Dos de Mayo
- Avda. San Jorge
- C/ Aragón
- Pl. Iglesia

### Procesión del Silencio
Cofradías: 
- Cofradía de la Entrada de Jesús en Jerusalén
- Cofradía de la Oración del Huerto
- Cofradía de Nuestro Señor Atado a la Columna
- Cofradía de Jesús Sentenciado a Muerte
- Cofradía de la Verónica
- Cofradía de Santa María Magdalena
- Banda de Penitentes
- Cofradía de Jesús Nazareno
- Cofradía de San Juan
- Cofradía de la Virgen de los Dolores

Fecha: Jueves Santo a las 20.00 horas.
Recorrido procesional: 
- Plz. Iglesia
- C/ Aragón
- C/ Mosén Francisco
- Plaza de España
- C/ Escuelas
- Plz. Compromiso de Caspe
- C/ La Fuente
- Avda. Dos de Mayo
- Avda. San Jorge
- C/ Aragón
- Pl. Iglesia

### Procesión de las Antorchas
Cofradía: 
Participa el pueblo de Andorra, el cual sube a la colina del Monte San Macario donde en su ermita se guarda desde el Domingo de Ramos la imagen del Cristo de los Tambores. La procesión va precedida de un grupo de tamborileros con Antorchas. El camino de Viacrucis desde las faldas del Monte hasta la Ermita está también iluminado con antorchas. 
Fecha: Viernes Santo a las 02:00 horas. 
Recorrido procesional: 
- Plz. Iglesia
- C/ Aragón
- C/ S. Blas
- C/ Alta
- Subida a Ermita de San Macario

### Procesión del Pregón del Santo Entierro
Cofradías:
- Cofradía del Cristo de los Tambores y Bombos (Andorra)
- Cofradía de San Juan (Andorra)
- Cofradía del Descendimiento de la Cruz y la Piedad de Nuestra Señora (Andorra)
- Cofradía de la Virgen de los Dolores (Andorra)

Durante el recorrido se anuncia el pregón por el cual se convoca a toda la población a presenciar el Santo Entierro que tendrá lugar horas más tarde, en la mayor procesión de la Semana Santa de Andorra. 
Fecha: Viernes Santo a las 18:00 horas
Recorrido Procesional: 
- Plz. Iglesia
- C/ Aragón
- C/ Mosén Francisco
- C/ Escuelas
- Plz. Compromiso de Caspe
- C/ La Fuente
- Avda. San Jorge
- C/ Aragón hasta Pl. Iglesia

### Procesión del Santo Entierro
Cofradías: 
- Cofradía de la Entrada de Jesús en Jerusalén (Andorra)
- Cofradía de la Oración del Huerto (Andorra)
- Cofradía de Nuestro Señor Atado a la Columna (Andorra)
- Cofradía de Jesús Sentenciado a Muerte (Andorra)
- Cofradía de la Verónica (Andorra)
- Cofradía de Santa María Magdalena (Andorra)
- Banda de Penitentes (Andorra)
- Cofradía de Jesús Nazareno (Andorra)
- Cofradía de San Juan (Andorra)
- Cofradía del Descendimiento de la Cruz y la Piedad de Nuestra Señora (Andorra)
- Cofradía de la Virgen de los Dolores (Andorra)
- Cofradía de Manolas (Andorra)
- Cofradía del Santo Entierro (Andorra)
- Cofradía del Cristo de los Tambores y Bombos (Andorra)

Es la mayor procesión de Andorra y donde más cofradías participan, pudiéndose observar casi todos los motivos de la Pasión de Cristo. Es la única procesión en la que sale la Cofradía del Santo Entierro. También es la procesión de más duración llegando a las 2 horas. 
Fecha: Viernes Santo a las 21:00 horas
Recorrido Procesional: 
- Plz. Iglesia
- C/ Aragón
- C/ Mosén Francisco
- C/ Escuelas
- Plz. Compromiso de Caspe
- C/ La Fuente
- Avda. San Jorge
- C/ Aragón hasta Pl. Iglesia

### Procesión de la Soledad
Cofradías: 
- Cofradía de la Virgen de los Dolores (Andorra)
- Cofradía de Manolas (Andorra)
- Cofradía del Cristo de los Tambores y Bombos (Andorra)

Es la procesión donde se finaliza el toque del tambor y bombo al término de la misma en la Plaza de la Iglesia. 
Fecha: Sábado Santo a las 19:00 horas
Recorrido Procesional: 
- Plz. Iglesia
- C/ Aragón
- C/ Mosén Francisco
- C/ Escuelas
- Plz. Compromiso de Caspe
- C/ La Fuente
- Avda. San Jorge
- C/ Aragón hasta Pl. Iglesia

### Procesión de Jesús Resucitado
Cofradías:
Participa la Cofradía de Jesús Resucitado (Andorra). 
Fecha: Domingo de Resurrección a las 11.30 horas.
Recorrido procesional: 
- Plz. Iglesia
- C/ Aragón
- C/ Mosén Francisco
- C/ Escuelas
- Plz. Compromiso de Caspe
- C/ La Fuente
- Avda. Dos de Mayo
- Avda. San Jorge
- C/ Aragón
- Pl. Iglesia